# Scipione Riva-Rocci
Scipione Riva-Rocci (7. kolovoza 1863. — 15. ožujka 1937.) bio je talijanski internist i pedijatar. Medicinu je diplomirao 1888. g. na sveučilištu u Torinu. Od 1900. do 1928. bio je ravnatelj bolnice u gradu Vareseu.  
Razvio je jednostavan za upotrebu model sfigmomanometra. Njegov izvorni sfigmomanometar sastojao se od predmeta koji su se koristili u svakodnevnoj upotrebi kao što su posuda za tintu, bakrene cijevi, dvokružne unutarnje cijevi, i male količine žive. Inicijali ovog liječnika ponekad se koriste kako bi se označio izmjereni krvni tlak njegovom metodom (npr. RR 120/80 mmHg).
Neurokirurg Harvey Cushing unaprijedio je njegov uređaj i odigrao značajnu ulogu u promoviranju Riva-Rocci sfigmomanometra, liječnicima diljem svijeta.
Riva-Rocci također je doprinuo plućnoj i respiratornoj medicini, posebno svojim istraživanjem plućne tuberkuloze.   

## Vanjske poveznice
- www.whonamedit.com(engl.)
- Biografija Scipione Riva-Rocci  Arhivirana inačica izvorne stranice od 8. listopada 2007. (Wayback Machine)(engl.)